# كولين فورد
كولين فورد (بالإنجليزية: Colin Ford)‏ (مواليد 12 سبتمبر 1996 في ناشفيل، الولايات المتحدة)، هو ممثل سينمائي ومُمثل صوت أمريكي بدأ مسيرته الفنية عام 2002. يَلعب الآن دوراً رئيسيّاً بشخصية جوي مكالستر في مسلسل تحت القبة على قناة CBS والمُقتبس من رواية تحت القبة لستيفن كينغ.

## الأعمال
- الغبي والأغبى: عندما التقى هاري بلويد
- الولد المشاكس
- بوش
- حروب العرائس
- اشترينا حديقة حيوان
- غير متصل (2012)

## وصلات خارجية
- كولين فورد على موقع IMDb (الإنجليزية)
- كولين فورد على موقع روتن توميتوز (الإنجليزية)
- كولين فورد على موقع ألو سيني (الفرنسية)
- كولين فورد على موقع أول موفي (الإنجليزية)
- كولين فورد على موقع أول موفي (الإنجليزية)
- كولين فورد على موقع قاعدة بيانات الفيلم (الإنجليزية)
- كولين فورد على موقع كينوبويسك (الروسية)